# Веселин Вуковић
Веселин Вуковић (Струга, 19. децембар 1958), је српски рукометни тренер и бивши југословенски рукометаш. У играчкој каријери освојио је пет титула првака Југославије, четири купа Југославије и две титуле првака Европе са шабачком Металопластиком 1985. и 1986, Куп Краља с Атлетико Мадридом, титула првака Шпаније и Куп Краља с Барселоном. Са репрезентацијом Југославије освојио је светско и олимпијско злато на Олимпијским играма 1984..
По завршетку играчке каријере био је тренер РК Металопластика, тренер јуниорске репрезентације Југославије и помоћни тренер националног тима на Олимпијским играма 2000. у Сиднеју. После Олимпијских игара радио је на Кипру, да би га управни одбор Рукометног савеза Србије (РСС) 1. априла 2010, именовао за селектора мушке репрезентације до 2012. године и Олимпијских игара у Лондону . Освојио је сребро на Европском првенству у рукомету 2012. одржаном у Београду.